# Lago di Santa Giustina
Il lago di Santa Giustina è un bacino artificiale situato al centro della Val di Non, in Trentino. È formato dalla diga di Santa Giustina che sbarra e trattiene le acque del torrente Noce, l'affluente principale.
Il lago è il maggiore bacino artificiale del Trentino e quello con il maggior volume d'acqua tra tutti i laghi della regione.
La capienza dell'invaso è di 182 milioni di metri cubici, e le sue acque vengono impiegate per azionare le turbine da 34,5 MW della centrale elettrica sotterranea di Taio. La sua superficie è suddivisa tra i comuni di Cles, Novella, Predaia, Sanzeno e Ville d'Anaunia.

## Diga

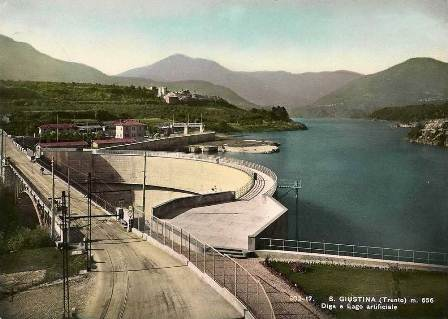
La diga negli anni 50

L'imponente diga di Santa Giustina, alta 152,50 m, venne inaugurata nel 1951 e al tempo era la più alta d'Europa. La costruzione richiese cinque anni di lavoro e più di 110 000 m³ di calcestruzzo.
Nei pressi della diga, la gola è scavalcata anche dal ponte della SS. 43 e dal ponte della ferrovia Trento-Malé-Mezzana.
Affluenti di sinistra del Noce sono il Barnes che forma la valletta di Bresimo, il Pescara che scende dai paesi di Lauregno e Proves.

## Eremo

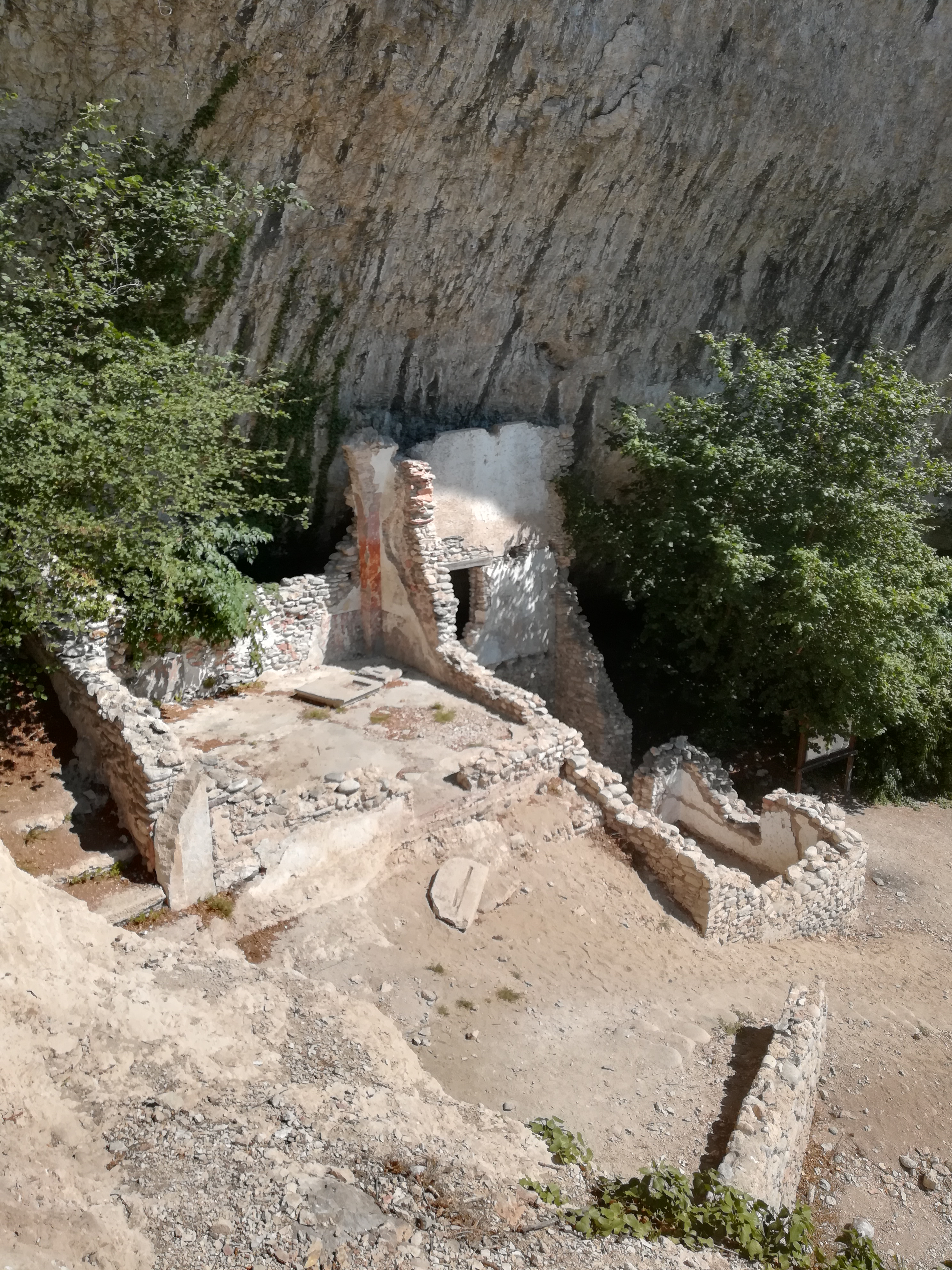
Rovine dell’eremo di Santa Giustina nel 2018

La località della diga prende nome dall'antico eremo di Santa Giustina, situato nella forra alla base della diga, raggiungibile a piedi dall'abitato di Dermulo in mezzora scendendo lungo uno scosceso sentiero che conduce ai ruderi, protetti da un incavo naturale della roccia.
In passato l'eremo, di cui si hanno notizie fin dal 1537 era meta di processioni in occasione di feste liturgiche o calamità, e fu abitato fino al 1782.

## Ponti sommersi
A seguito della creazione del lago vengono sommersi circa 406 ettari di terreno insieme a masi, strade e anche alcuni ponti. Quando il livello dell'acqua, regolato artificialmente, scende sotto alla quota massima di 530 m s.l.m. riemergono alcuni di questi ponti: il ponte dei Regai e il ponte della Mula sul Rio di San Romedio, il ponte Alto sul torrente Noce e il ponte di Banco sempre sulla strada dei Regai.

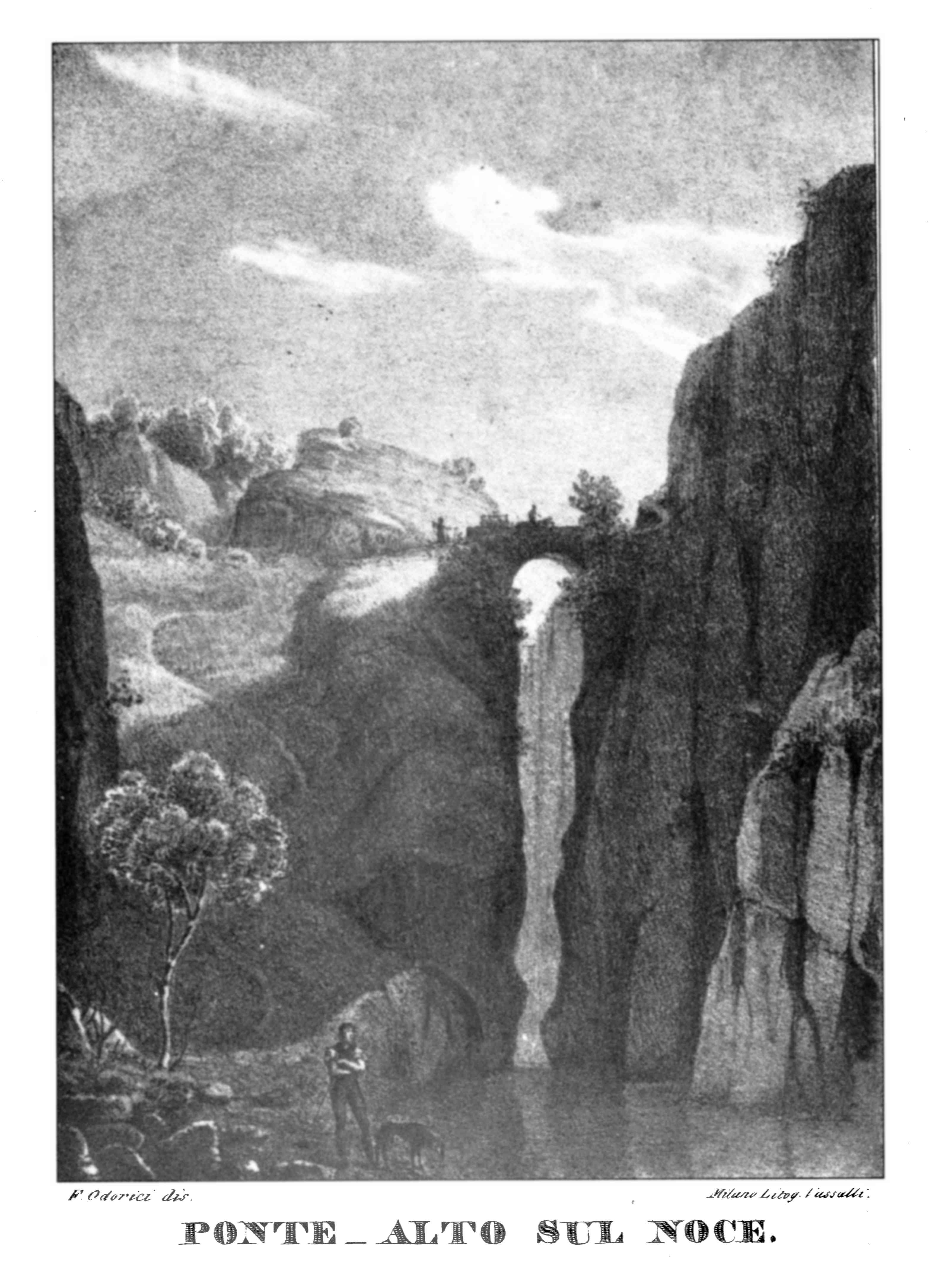
Il Ponte Alto (ora sommerso) agli inizi dell'Ottocento
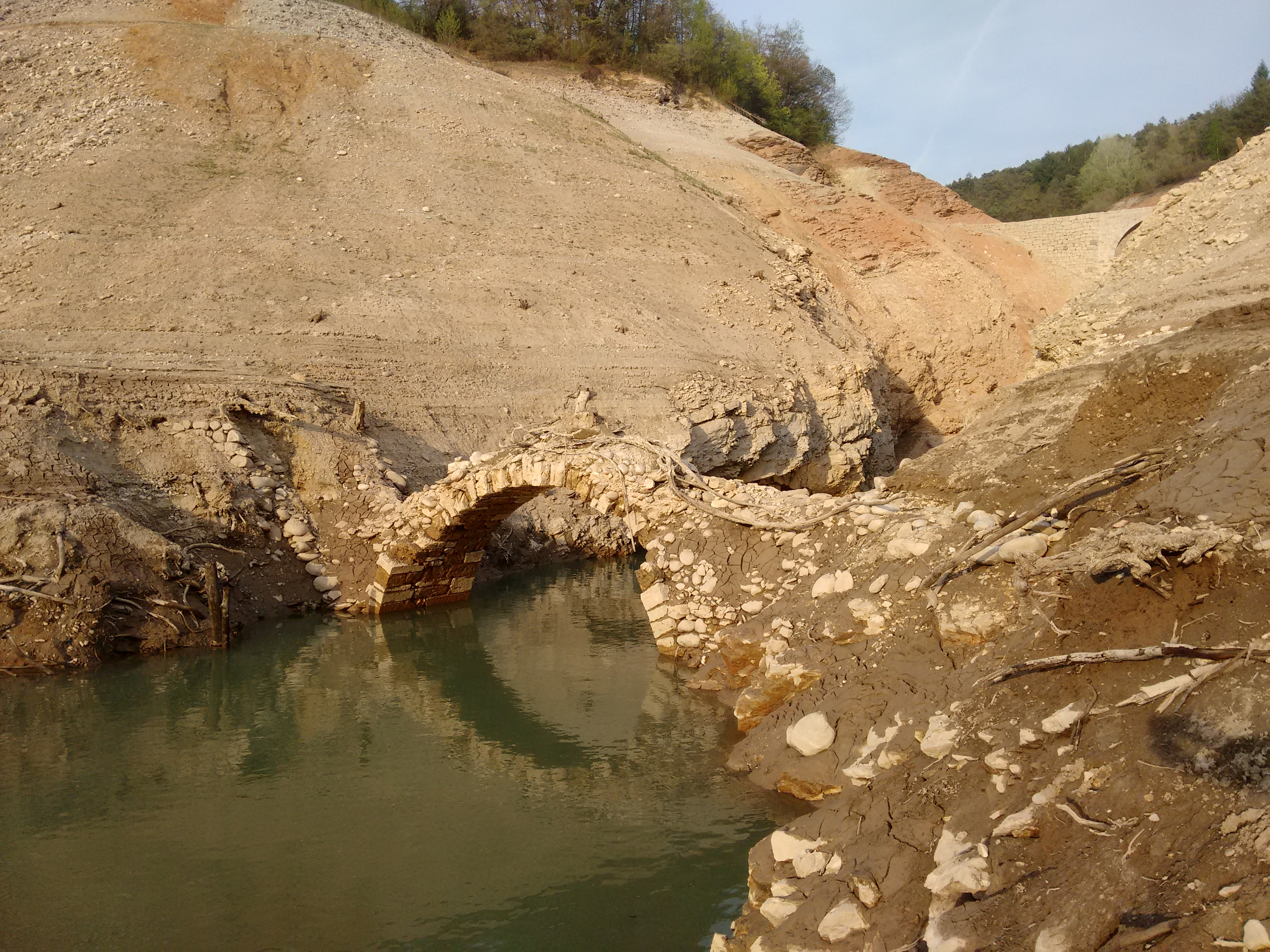
Ponte medievale detto "della Mula" nel 2017
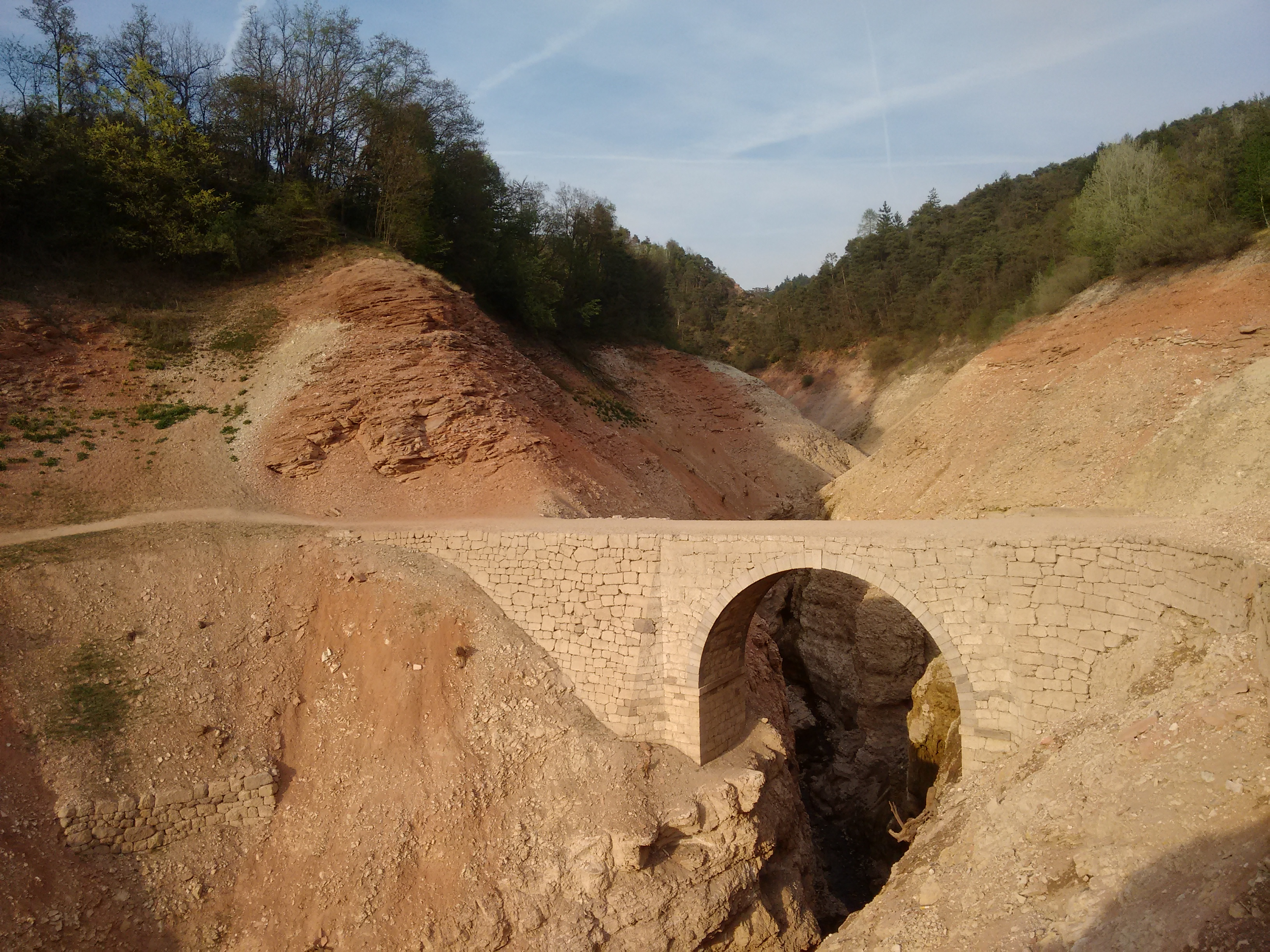
Ponte ottocentesco sulla strada dei Regai nel 2017

## Punti d'interesse
Nonostante la sua natura di bacino idroelettrico, il lago offre anche la possibilità di relax e passeggiate: sulla riva di sud-ovest, raggiungibile dalla statale imboccando la strada sterrata all'altezza del bivio per Coredo, è stata allestita una grande area verde attrezzata.
Sulla sponda destra del lago è situato il Castello di Cles che si specchia da un dosso isolato nelle acque del lago è stato eretto dalla famiglia Cles il cui più illustre cittadino fu il Principe vescovo Bernardo Clesio.

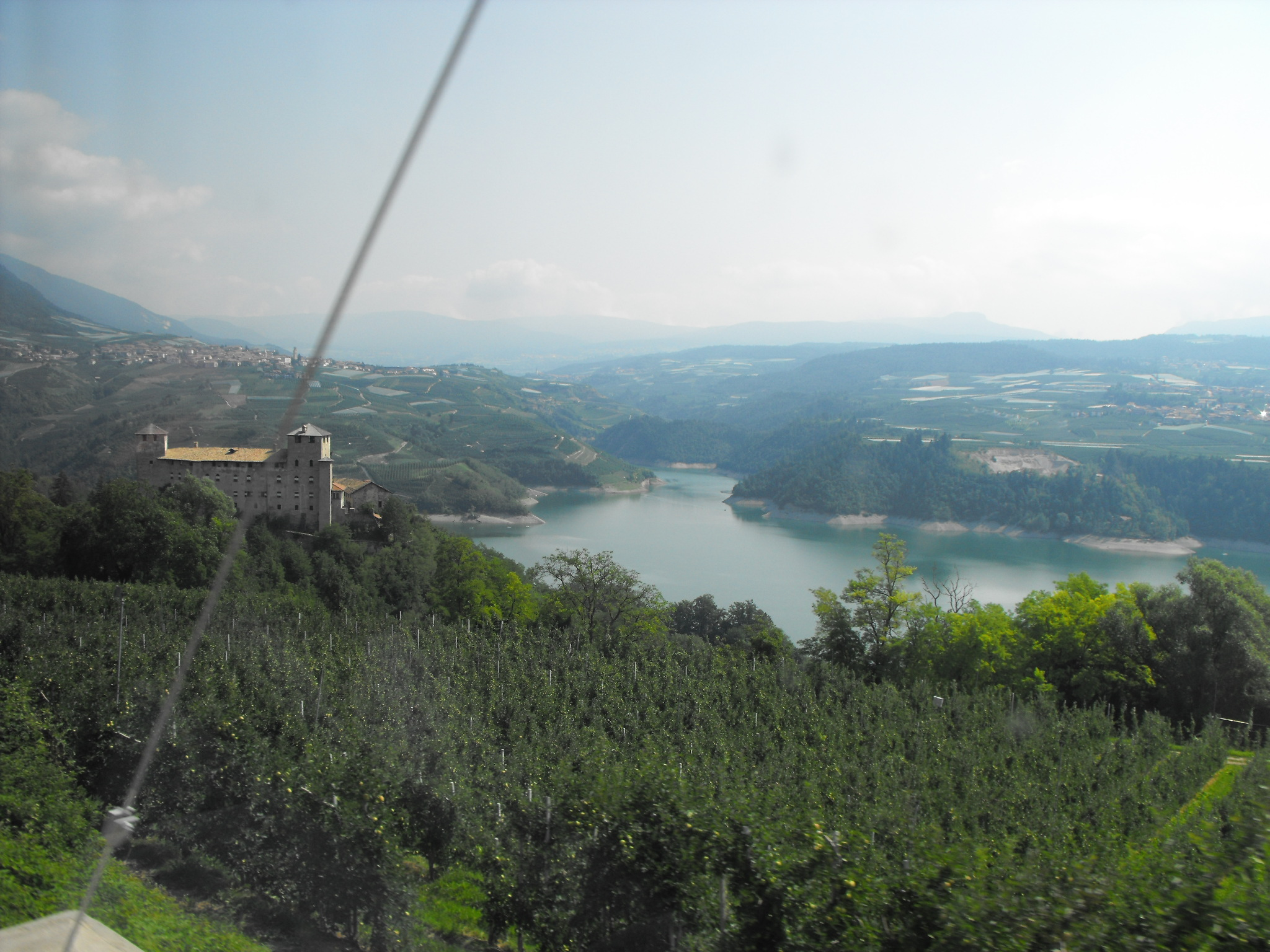
Lago e Castello di Cles visti dalla ferrovia Trento-Malé
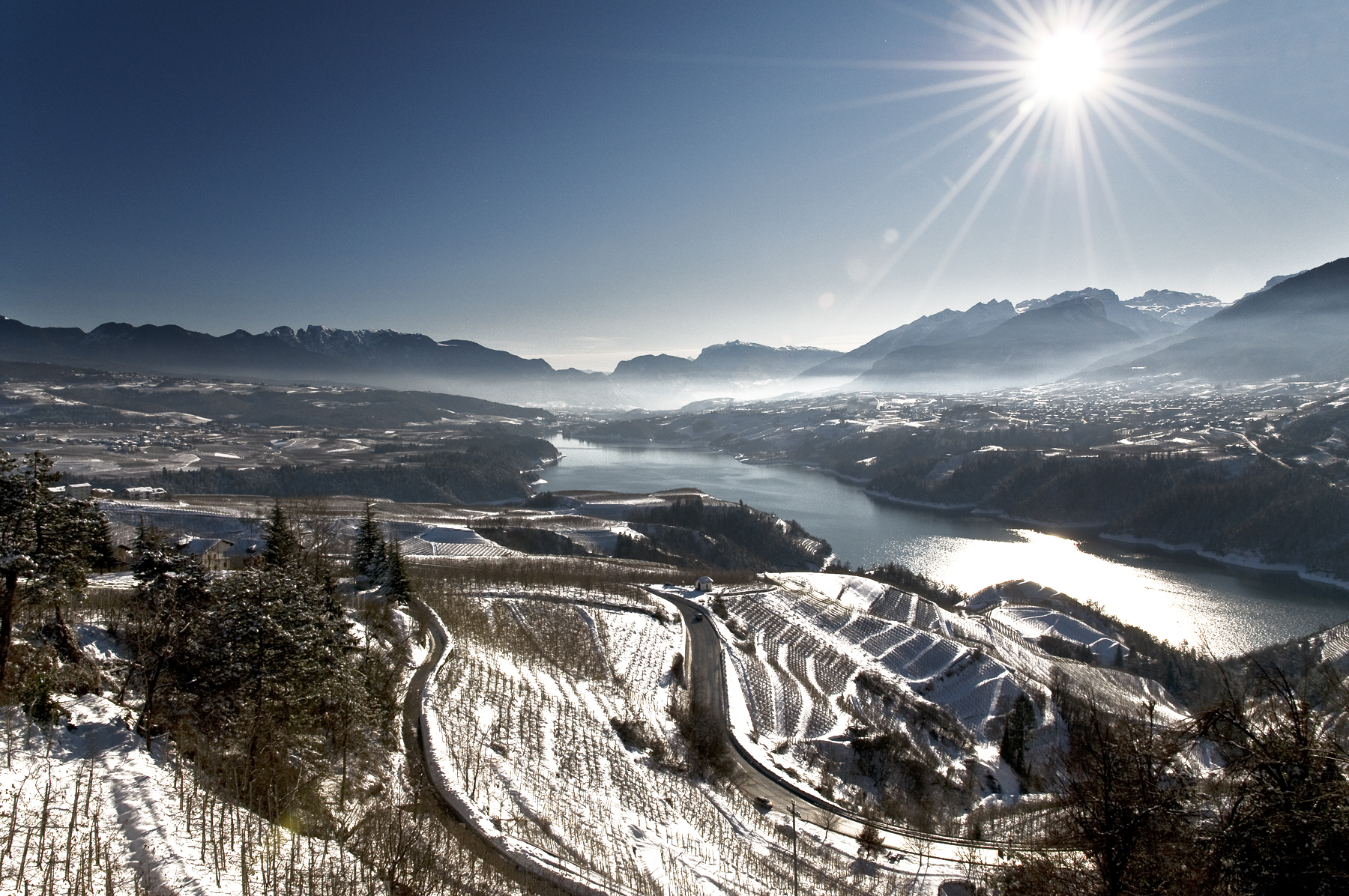
Il lago con la sua cornice di monti e l'abitato di Cles
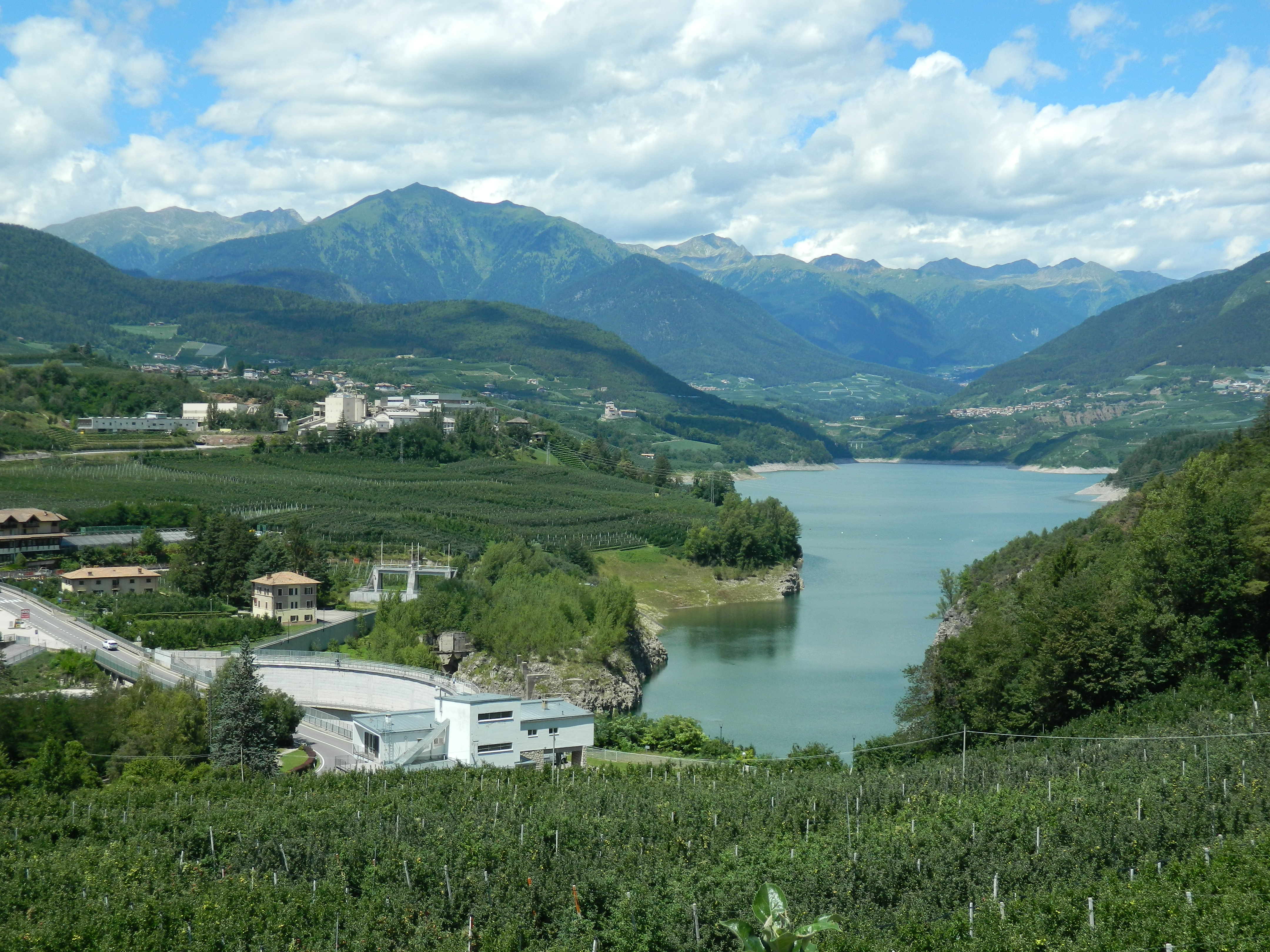
Lago e diga di Santa Giustina visti dall'incrocio SS43dir - SP7 presso Dermulo (TN)